# Hellena
Przedsiębiorstwo Produkcyjne Hellena S.A. – polskie przedsiębiorstwo spożywcze produkujące soki i napoje z siedzibą w Kaliszu przy ul. Obozowej, a następnie w Opatówku, istniejące w latach 1991–2005.
Założycielem Helleny był Zenon Sroczyński; zajmował on również stanowisko prezesa do 2005 r., kiedy to ogłoszono upadłość spółki. W 2006 r. zadecydowano o jej sprzedaży. Spółkę sprzedano w czerwcu 2007 r. Jutrzence. Od listopada 2013 roku w sklepach ponownie sprzedawane są soki i napoje pod marką Hellena.